# Mercado de títulos
O mercado de títulos (também mercado de dívida ou mercado de crédito) é um mercado financeiro de risco onde os participantes podem emitir novas dívidas, conhecido como mercado primário, ou comprar e vender títulos de dívida, conhecido como mercado secundário. Em 2021, o tamanho do mercado de títulos (dívida total pendente) era estimado em US $ 119 trilhões em todo o mundo e US $ 46 trilhões no mercado dos Estados Unidos, de acordo com a Securities Industry and Financial Markets Association (SIFMA). Quase toda a negociação média diária no mercado de títulos dos EUA ocorre entre corretores e grandes instituições de forma descentralizada over-the-counter (OTC).

## Tamanho
Os Estados Unidos foram o principal centro em termos de valor em circulação, com 24% do total, seguidos pelo Reino Unido com 13%.
De acordo com a Securities Industry and Financial Markets Association (SIFMA), partir do primeiro trimestre de 2017, o tamanho do mercado de títulos dos EUA é (em bilhões):
| Categoria               | Resultar   | Percentagem |
| ----------------------- | ---------- | ----------- |
| Tesouraria              | $ 13.953,6 | 35,16%      |
| Dívida Corporativa      | $ 8.630,6  | 21,75%      |
| Relacionado a hipotecas | $ 8.968,8  | 22,60%      |
| Municipal               | $ 3.823,3  | 9,63%       |
| Mercado de dinheiro     | $ 937,2    | 2,36%       |
| Títulos da Agência      | $ 1.981,8  | 4,99%       |
| Asset-Backed            | $ 1.393,3  | 3,51%       |
| Total                   | $ 39.688,6 | 100%        |

Observe que as dívidas totais do governo federal reconhecidas pelo SIFMA são significativamente menores do que o total de contas, notas e títulos emitidos pelo Departamento do Tesouro dos Estados Unidos, de cerca de US $ 19,8 trilhões na época.

## História
Na antiga Suméria, os templos funcionavam tanto como locais de culto quanto como bancos, sob a supervisão dos sacerdotes e do governante. Os empréstimos foram feitos a uma taxa de juros fixa habitual de 20%; este costume foi continuado na Babilônia, Mesopotâmia e escrito no Código de Hamurabi do século 6 AEC. O primeiro vínculo conhecido na história data de cerca de 2.400 AC em Nippur, Mesopotâmia (atual Iraque ). A tributação derivada do trabalho humano surgiu como uma solução para o problema da reprodução natural do capital.
Na Veneza do século 12, o governo da cidade-estado começou a emitir títulos de guerra conhecidos como prestiti, perpetuidades pagando uma taxa fixa de 5%  Os títulos desse período medieval tardio foram avaliados com técnicas muito semelhantes às usadas nas finanças quantitativas dos dias modernos. O mercado de títulos havia começado. Após a Guerra dos Cem Anos, os monarcas da Inglaterra e da França ficaram inadimplentes em dívidas muito grandes aos banqueiros venezianos, causando um colapso do sistema bancário lombardo em 1345.
Com suas origens na antiguidade, os títulos são muito mais antigos do que o mercado de ações que apareceu com a primeira sociedade anônima, a Companhia Holandesa das Índias Orientais, em 1602 (embora alguns estudiosos argumentem que algo semelhante à sociedade anônima existia em Roma Antiga ). A próxima inovação foi o advento dos derivativos na década de 1980 em diante, que viu a criação de obrigações de dívida garantida onde empresas físicas como a IBM vivem dessa renda além de que vivem consequentemente do do mercado imobiliário e os créditos de carbono que são títulos lastreados em hipotecas residenciais se destacando nesse mercado Porto Rico e o advento da indústria de produtos estruturados através do quantitative easing gerando inflação. A China no Século XX abandonou este mercado nos Estados Unidos por conta da inseguridade desse mercado em sociedade de transição, da decadência do dólar, por ser um mercado superestimado, por ameaçar a sua soberania, por aumentar a sua dívida, por ser um mercado muito concentrado e por existirem opções melhores como aquelas apresentadas pelo próprio mercado interno de títulos. O Japão em sua década perdida imprimiu a maior quantidade de moeda desde os anos 30 para sustentar esse mercado de dívida e não deu certo e além disso risco econômico de se gerar uma bolha especulativa e político desse mercado que gerou a primavera árabe e o Brexit.